# Pini Balili
Pini Balili est un footballeur international israélien né le 18 juin 1979. Il évolue au poste d'attaquant.